# Nørrebro United
Nørrebro United er en dansk idrætsforening hjemmehørende i den københavnske bydel Nørrebro. Nørrebro United blev grundlagt den 13. marts 2008, og spiller sine fodboldkampe i Nørrebroparken og i Mimersparken. Klubbens førstehold i fodboldafdelingen spiller i Serie 3, mens andetholdet spiller i Serie 4.

## Fodbold
Klubben havde 2.132 medlemmer i april 2024, og er dermed den 5. største fodboldklub i København.

## Håndbold
Den 29. juli 2017 blev håndboldafdelingen etableret.